# شهر ترس
شهر ترس (به انگلیسی: Fear City) فیلمی محصول سال ۱۹۸۴ و به کارگردانی ایبل فرارا است. در این فیلم بازیگرانی همچون تام برنگر، بیلی دی ویلیامز، جک اسکالیا، ملانی گریفیث، مایکل وی. گازو، روسانو براتسی، را داون چونگ، ماریا کونچیتا آلونسو، جو سانتوس و اولا ری ایفای نقش کرده‌اند.